# Xanthorhoe umbriferata
Xanthorhoe umbriferata là một loài bướm đêm trong họ Geometridae.